# Євген (Бачинський)
Євген Бачинський (світське ім'я: — Євген Васильович Бачинський, рос. Евгений Бачинский, біл. Яўген Бачінскі, фр. Eugène de Batchinsky, англ. Bachinsky Eugene; 24 серпня 1885, м. Катеринослав, нині Дніпро — 30 жовтня 1978, м. Бюль) — український політичний і церковний діяч, журналіст, дипломат.

## Життєпис

### Походження
Народився в Катеринославі (Російська імперія, тепер Дніпро, Україна) в родині Василя Бачинського, шляхтича гербу Сас, рід якого походив з села Бачина біля Старого Самбору на Галичині. Родина Бачинських мала родовий маєток під Овручем і землі в Катеринославській губернії. Батько  Василь (помер 1897 на 44 році життя, останні 16 років зовсім сліпий) — колишній капітан армії Російської імперії, мати — Олімпіада Іванівна з Іллічевських походила з роду гетьмана І. Виговського. За словами сина померла 1943 року в селищі Огрінь під Дніпропетровськом як ігуменя підпільного монастиря. 

### Підпільна політична діяльність
Як представник військової династії у 1895–1902 р. навчався в військовій гімназії (Кадетському корпусі) у м. Орел, та у 1903–1905 р. — в Артилерійській імператорській академії святого Михаїла в Санкт-Петербурзі, де одержав військове звання підпоручика артилерії.
У 1905—1908 служить лейтенантом, капітаном в опорній фортеці Осовець в Білорусі. 1905 року стає одним із організаторів таємного «Всеросійського Офіцерського Союзу», який виступав за встановлення конституційної монархії й федерального устрою, вступає до революційної організації «Християнське братство боротьби». Після повстання в Осовецькій фортеці заарештований і звільнений зі служби.
З 1907 року два семестри навчається на історично-філологічному факультеті у Петербурзькому університеті, редагує військові часописи «Михайловец» та «Народна армія». За активну політичну діяльність ув'язнений на 10 місяців у тюрмі «Хрести», з якої наприкінці 1908 року тікає закордон.
Після відвідання Швеції, Данії, Англії осідає нарешті в Парижі, де стає засновником товариства «Громада». 1910 року відвідує Галичину й Буковину, де після агітації на користь розвитку Українського університету в м. Чернівці на 3,5 місяці потрапляє до в'язниці. Відтоді Бачинський — об'єкт стеження спецслужб Румунії, Угорщини, СРСР.
Повернувшись до Франції у 1911 році, співпрацює з українськими журналами і газетами «Дзвінок» (Львів), «Діло» (Львів), «Рада» (Київ), «Сніп» (Харків), «Рідний Край» (Полтава); в російській газеті «Парижский вестник». 
1 серпня 1914 р. переїжджає до м. Женева (Швейцарія), де стає фундатором і скарбником Управи українського товариства «Громада». Паралельно навчається на соціально-економічного факультеті Лозаннського університету.

### Політичне представництво України
У 1915-1917 р. Бачинський — представник віденського відділу Союзу Визволення України (СВУ) у Швейцарії, редактор органу Союзу «Вісник СВУ» («La Revue Ukrainienne») в Лозанні, видавець і редактор церковного журналу «Еклезія» французькою та українською мовами (до 1934). В 1917-1919 — заступник директора українського «Пресового Бюра», редактор франкомовного тижневика «L'Ukraine et le Budget russe». В 1917 разом з П. Чикаленком засновує політичний «Український Комітет» в Женеві. 
 1918 р. призначений тимчасовим консулом (амбасадором) УНР у Швейцарії, уповноваженим урядом Гетьмана П. Скоропадського організувати «Політичну Східну Комісію» (україно-польські, білорусько-литовські стосунки). У 1919 — відряджений ВПЦР на Всесвітню церковну конференцію до Стокгольма. 
У 1919–1922 р. — генеральний секретар «Українсько-Швейцарської Торгової Палати» та емісар УНР в Женеві, редактор її друкованого органу «Вісник». Співзасновник торговельного товариства «Дніпро» для провадження експорту з України. Бере участь у різних дипломатичних, економічних і політичних акціях від імені УНР. 
У квітні 1921 р. — представник у Женеві «Союзу Українських Письменників і Журналістів» від Відня (Австрія), де видає німецькою і французькою офіційний протест проти переслідування української культури в СРСР (УРСР). 
У вересні 1921 р. — довірений делегат від «Національного Українського Союзу» Варшави на «Конгресі Прав Народів» (тепер ООН) в Женеві. У листопаді 1921 р. мав мандат представника (репрезентанта) «Ради Національного Союзу Білорусів» з м. Ковно (тепер м. Каунас в Литві) при Лізі Націй та інших міжнародних організаціях.
У червні 1925 р. від уряду головного Отамана Петлюри — акредитований на дипломатичного репрезентанта УНР в Абісинії (тепер — Ефіопія).

### Церковна діяльність
В 1921 р. в Женеві — делегат від УАПЦ на конгресі «Універсального Альянсу для міжнаціонального братерства через Церкви», де виголосив Меморандум про УАПЦ; уповноважений Міністерства віросповідань УНР на «Інтереклезіастичному Конгресі» в Женеві, де виголосив «експозе» про дискримінацію українського православ'я в Україні.
Після репресування комуністичним режимом в Україні рідного брата старшини українського війська, до 1938 - бухгалтера в рідному Дніпропетровську Бориса Бачинського (1883-1938) Євген Бачинський остаточно вирішує лишитися на еміграції.
Від серпня 1922 р. Бачинський — уповноважений представник ВПЦР УАПЦ (Київської) в Західній Європі від різних православних Братств з України.
У 1926 р. — організував українські Ортодоксальні Округи (дієцезії і парафії) УАПЦ. Тоді ж — учасник Православного Церковного Собору у Парижі, і — засновник українського студентського товариства «Україна», що діяв до 1935 р. при Женевському університеті. 
12 січня 1927 р. оприлюднив свій Меморандум в засобах масової інформації до польського уряду Ю. Пілсудського про надання автокефалії православній Церкві етнічних русинів (українців) у Польщі, про організацію української партії орієнтованої на Німеччину, якщо польський уряд не підтримає українців проти СРСР. За ці переговори з варшавським урядом був осуджений Українською націонал-демократичною партією і виключений з її лав. ВПЦР УАПЦ в Києві 31 липня 1927 р. доручала йому обв'язки відпоручника і делегата УАПЦ на всі церковні і релігійні з'їзди Європи. В жовтні 1927 р. у Києві на Другому Всеукраїнському Православному Церковному Соборі УАПЦ його обрано кандидатом на єпископа для Західної Європи, де зачитано його 4 доповіді: «Про Старо-Католицьку Церкву», «Про Ліберально-Католицьку Церкву», «Про екуменічну організацію», «Віра й дисципліна», «Про теософію». У 1926—1929 р. — перейшов 6 семестрів (53 дисципліни) теологічного факультету Женевського університету, здобув ступінь магістра релігійних наук.
 У Києві 1927 р. його обрано електом на єпископське служіння, що підтверджено емігрантськими соборами УАПЦ в Чикаго (США) 1953 р., і в Інґольштадті (ФРН) 1954 р.. Першим виступив 15 грудня 1932 р. з протестом проти використання російською політикою християнської релігії для анафеми на українського гетьмана Івана Мазепу, а 1 липня 1957 р. дав обґрунтування причин вилучення з православних богослужінь відповідних цезарепапістських текстів. У 1947 р. — приєднався до течії Соборноправної УАПЦ митрополита В. Липківського на противагу розбратові Синодальної УАПЦ. У 1951 р. — публікував статті в органі УАПЦ «Православний Українець» (Чикаго — США). У 1954 р. — обраний на кандидата в єпископи для Західної Європи «Краєвим З'їздом УАПЦ» (Інгольштадт — Німеччина) і тоді ж підтверджений на це служіння «Покровським Зборами УАПЦ» (Чикаго — США). Висвячено його на іподиякона 28 квітня 1955 р., і 1 травня 1955 р. — рукоположений на диякона у Ружмоні (Швейцарія) єпископом М. Урбановичем з Вінніпегу (Канада). А 6 травня 1955 р. — рукоположений на пресвітера у Флоренції (Італія) єпископом Італійської Православної Церкви Єфремом Мавро Фузі, далі 7 травня 1955 р. — хіротонізували на єпископа УАПЦ (Соборноправної) для Західньо-Європейської єпархії УАПЦ з осідком у Швейцарії (парафія Ружмон): для православних українців Болгарії, Югославії, Франції та інших. Основним святителем був архієпископ Микола (Урбанович) разом із єпископом Єфремом. Також долучився до його рукоположення канонічно визнаний Вселенським Православним Патріархом Константинопольським Атенагорасом I-м Климентій, єпископ апостольської сукцесії Сирійсько-Антіохійської Церкви, який є одружений і батько 4-х дітей згідно з Біблією (1 Тим. 3; 2).

### Гуманітарна місія
У 1932-1933 р. організовує акції «порятунку голодуючих» під час геноциду в Україні. В 1931–1939 р. — працював у філософському товаристві «Vers l'Unite» і товаристві «Маздазнан» (Женева — Каліфорнія). У січні 1935 р. — засновник українського Архіву Швейцарії.
У 1939 призначений «урядом УНР в екзилі» (на еміграції) директором допомогового комітету українського «Червоного Хреста» на чужині. У 1939-1950 р. — засновник Центрального комітету допомоги «Українського Червоного Хреста» на чужині (УЧХ) в Женеві, відвідав табори українських біженців під час II-ї світової війни та після неї — табори для переселенців в Німеччині і Австрії (Форарльберг й Тироль). В управлінні цього допомогового комітету його підтримувала його дружина Іда-Соломонія уроджена Абазалі-Едвардс (з роду українського скульптора Б. В. Едварса), її батько син грецького емігранта доктор медицини Лев Абазалі (гоноровий консул Туреччини на Кавказ), її матір Марія-Каміла Едвардс Дука ді Ферарі (англо-іспанського аристократичного роду). Вона пізніше прийняла чернецтво і стала дияконісою відповідно 48-го правила V—VI Вселенського собору. Організував для них зв'язок з рідними — «польова пошта», вів харитативну діяльність, матеріальну і моральну допомоги в клопотах поселення, лікування, переїзду й юридичної оборони, оформлення особистих документів, консультації. Витрачав свої особисті заощадження (2 тис. доларів), видав брошуру про діяльність УЧХ в Женеві. Постачав українських військовополонених і біженців книгами й періодичними виданнями. Що врятувало безліч українських людей від примусової репатріації в СРСР у концентраційні табори Сибіру. Разом з дружиною дбали за розвиток хору «Сурма», іконографію та живопис. Крім допомоги С. Петлюрі він сприяв Є. Коновальцю та всій Організації Українських Націоналістів (ОУН). У 1945 р. — відроджує в Парижі бібліотеку «С. Петлюри». Розбудовував життя УАПЦ, вів екуменічну діяльність.

### Публіцистична праця
Між 1905 і 1955 роками Бачинський видав 311 публікацій, 1500 монографій. Перша журналістська праця Бачинського — «Запорізький собор у Самарчуку» (1905). В 1920-1940 р. Бачинський був акредитованим звітодавцем в Лізі Націй (тепер ООН) у Женеві низки українських, американських, французьких та швейцарських газет і журналів. Був редактором «Наукового і релігійного журналу», часописів «Благовісник УАПЦ», «L'annonciateur» (французькою, 1925—1926), «Вісник СВУ» («La Revue Ukrainienne»), «Еклезія» французькою та українською мовами (до 1934 р.). В 1917—1919 р. — заступник директора українського «Пресового Бюра», редактор франкомовного тижневика «L'Ukraine et le Budget russe».. У 1927-1932 р. — співробітник українських часописів: «Тризуб» (Париж), «Сіяч» (Чикаго — США), «Народне Слово» (Піттсбург), «Церква і життя» (Київ), «Час» (Чернівці), «Рідна Церква», «La Tribune de Geneve» (Женева) тощо.
Бачинський — автор монографій на громадську та церковну тематику: «Таємниця Служби Божої» (1928), «Ярослав Федорчук і українська громада в Парижі в рр. 1908—1914» і «Кілька рефлексій про можливості порозуміння з католицизмом» (1951), «Українська друкарня в Женеві за Драгоманова» (1953), «Нарис історії парафій УАПЦ у Франції» (1954), «Рік 1917 — початок другої революції в Росії як вона відбилася серед українців у Швейцарії» (1958), «Хіротонія одруженого єпископа» (1959), «УАПЦ — її заснування і мартирологія», «Шевченко в Швейцарії»; нарис взаємин і історія українсько-швейцарського шевченкознавства за останні 125 літ: 1839—1965", збірок про Тараса Шевченка та князя Миколу Репніна, Михайла Драгоманова та Льва Юркевича.

## Архів
Архів власних творів, досьє (3000 справ) на окремих діячів, матеріали про Симона Петлюру, гетьмана Павла Скоропадського, Григорія Сковороду, асоціацію «Україна» та видавництво «Дзвін», ансамбль «Думка» та СВУ, про Конгрес Українців у Празі (Чехія), голодомор в Україні, Український Червоний Хрест, 500 справ загального характеру зі щоденниками та записними книжками (течки з 175000 предметами), брошури, газети, світлини, журнали, рукописи й машинописні тексти, кореспонденцію, каталоги, програми, емблеми, книги, бланки, звіти, законопроєкти та інше (у 18200 течках) Бачинський 1976 року передав Бібліотеці Карлтонського університету в м. Оттава (Канада). Вага архіву склала більше 800 кг. Багатий архів і бібліотека Є. Бачинського зберігаються нині в окремій бібліотечній кімнаті і є доступні для канадських та українських дослідників.
Документальні матеріали УАПЦ з його архіву передані в Українську православну богословську школу УАПЦ. 
Архів Бачинського став цінним джерелом для вивчення української політичної історії, починаючи від 1876 р. В 1995 році в Едмонтоні (Канада) створено інформаційний довідник архівної колекції Є. Бачинського. Ще 1956 року опубліковані листи Симона Петлюри до Є. Бачинського.

## Премія «У свічаді слова»
В Пармі (штат Огайо, США) започатковано літературну премію імені Євгена Бачинського «У свічаді слова». Лауреатами премії, зокрема, стали:
- 1996 Медвідь В'ячеслав Григорович, за роман «Кров по соломі»
- 1996 Тубальцева Надія Павлівна[5]
- 1996 Жовна Олександр Юрійович
- 1997 Мастєрова Валентина Миколаївна
- 1998 Бойко Богдан Михайлович
- Ґудзь Юрій Петрович[6]
- Сенчик Олег Романович[7]